# Mycomya neimongana
Mycomya neimongana är en tvåvingeart som beskrevs av Wu 1991. Mycomya neimongana ingår i släktet Mycomya och familjen svampmyggor.
Artens utbredningsområde är Nei Mongol (Kina). Inga underarter finns listade i Catalogue of Life.